# Cái chết của Wolfgang Amadeus Mozart

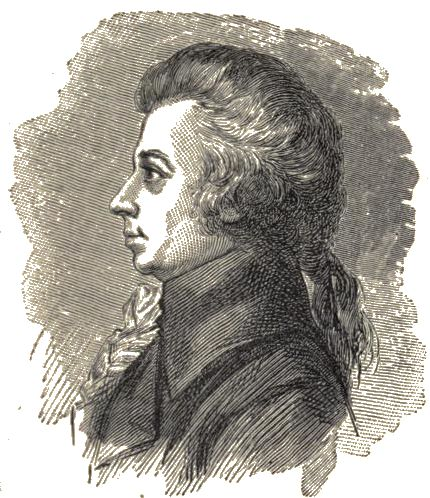
Wolfgang Amadeus Mozart, một trong những nhà soạn nhạc xuất sắc nhất mọi thời đại, một trong những người có cái chết gây nhiều tranh cãi nhất

Wolfgang Amadeus Mozart, nhà soạn nhạc người Áo, ra đi ở tuổi 35, để lại tiếc thương cho những người yêu nhạc cổ điển đương thời. Ông ra đi không để lại cho gia đình một gia sản giá trị nào, nhưng lại để lại cho nhân loại một gia sản âm nhạc hiếm có và độc đáo.

## Sự ra đi
Wolfgang Amadeus Mozart, sau một thời gian chống chọi với bệnh tật, đã ra đi vào đêm 4 tháng 12 rạng sáng 5 tháng 12 năm 1791. Thời điểm ông trút hơi thở cuối cùng là vào lúc 0 giờ 55 phút. Khi đó, ông chưa thể hoàn thành tác phẩm nổi tiếng Requiem mà phải nhờ người học trò là Xaver Sussmayr hoàn thành nốt tác phẩm này, một tác phẩm mà bản thân Mozart đã linh cảm về một cái chết không thể tránh khỏi, một tác phẩm đầy chất u ám, điều ít khi thấy ở các tác phẩm của ông. Tang lễ của Mozart được tổ chức đơn giản vì khả năng tài chính của gia đình ông lúc đó không có gì là dư dả. Có một điều là cả Constaze Weber, vợ ông và những người thân trong gia đình Mozart không làm mộ cho ông, vì vậy ngày nay không ai biết chính xác mộ của ông ở đâu (Mozart còn được chôn cất trong một ngôi mộ tập thể và thật khó để tìm được thi hài của ông).

## Nguyên nhân cái chết
Cái chết của Mozart có lẽ một trong những cái chết gây nhiều tranh cãi nhất, đặc biệt là khi người ta chưa thể tìm ra thi hài của con người này. Hồ sơ khai tử khi ấy chỉ thấy ghi một kết luận hết sức chung chung là ông chết vì bị sốt cao. Trước khi lìa đời khoảng 15 ngày đã có những dấu hiệu bệnh tật xuất hiện như sốt cao, nổi ban, phù chi, đau nhức toàn thân và rối loạn tâm lý.
Năm ngày trước khi qua đời, Mozart bị sốt cao. Vị bác sĩ điều trị cho ông đã cố gắng làm giảm nhiệt độ thân thể ông nhưng ngay sau đó Mozart bị đột quị và rơi vào tình trạng hôn mê, một ngày sau nhạc sĩ thiên tài ra đi mãi mãi. Lời đồn rằng, sinh thời Mozart bị mắc bệnh lây qua đường tình dục. Nhạc sĩ đã dùng thủy ngân như là một dược phẩm và có lẽ thủy ngân đã dần dần hủy hoại thân thể ông. Tuy nhiên, đây cũng chỉ là lời đồn thổi.
Một giả thuyết khác gây sốc hơn về cái chết của nhà soạn nhạc vĩ đại này: Chết vì ngoại tình. Theo những gì mà dư luận khi đó bàn tán thì đương thời Mozart được mời dạy nhạc cho một quý bà xinh đẹp. Người chồng của quý bà này đối đãi rất hào phóng và tử tế với Mozart. Nhưng Mozart đã cám dỗ Maria Magdalenda, tên của người phụ nữ này. Khi người chồng phát hiện ra sự tình, anh ta đã đột nhập vào nhà Mozart và hành hạ ông. Cùng thời gian này Mozart cũng đang mang bệnh nên không thể chịu nổi cơn đòn ghen của kẻ đang điên lên vì bị cắm sừng.
Không chỉ bị mổ xẻ chuyện ngoại tình, một nguyên nhân khác được đưa ra sau cái chết của Mozart chính là việc ông đã sốc khi biết tin bị... cắm sừng. Một số học giả phương Tây ngày nay cho rằng người con trai thứ sáu của ông với người vợ có tên là Constanze thực ra là con của kẻ khác. Mà "kẻ khác" ở đây chính là một trong những học trò theo học của Mozart. Theo nhiều giả thuyết đưa ra, do ghen tức với tài năng của người thầy nên ngoài việc dụ dỗ vợ thầy, Franz Xavier Zyusmeir- tên của người học trò kia đã hạ độc chính thầy giáo của mình.
Năm 1999, trên tạp chí "Biên niên sử ngành nội khoa" ngày 18/8 của Hà Lan có đưa ra một giả thuyết mới khi tiến hành nghiên cứu hồ sơ tử vong xung quanh thời điểm Mozart qua đời tại Vienna từ 11/1791 - 1/1792 và so sánh với các nguyên nhân tử vong khác trong những năm trước và sau đó. Kết quả cho thấy vào thời điểm Mozart qua đời, tại Vienna xảy ra một dịch bệnh nhiễm trùng khuẩn cầu chuỗi, gây sốt, sưng phù nề và dẫn tới tử vong, đặc biệt ở nam thanh niên.
Theo những người gần gũi với Mozart được chứng kiến những ngày cuối đời của ông, nhà soạn nhạc thiên tài chỉ phát bệnh không lâu trước khi chết, trong đó có các triệu chứng điển hình như phù nề, đau lưng, sốt phát ban. Đây là các triệu chứng cho thấy Mozart có thể đã tử vong vì căn bệnh viêm khí quản do nhiễm khuẩn cầu chuỗi dẫn tới viêm cầu thận cấp tính. Giới khoa học cho rằng mặc dù đây chưa phải là kết luận cuối cùng về nguyên nhân cái chết của Mozart, song nó rất đáng quan tâm.
Mặc dù đã có hàng trăm giả thuyết phân tích về cái chết của Mozart nhưng sau hơn hai thế kỷ, cái chết của nhà soạn nhạc thiên tài người Áo Wolfgang Amadeus Mozart vẫn là đề tài được giới khoa học quan tâm nghiên cứu. Trong một công bố gần đây nhất của Trung tâm nghiên cứu sức khỏe, dinh dưỡng và ánh sáng mặt trời ở San Francisco cho biết: Nếu nhà soạn nhạc vĩ đại Wolfgang Amadeus Mozart dành một vài phút dưới ánh nắng mặt trời mỗi ngày, có thể ông sẽ không qua đời sớm. Nói một cách ngắn gọn là Mozart chết là do không chịu dành thời gian để... tắm nắng.
Theo William B.Grant thuộc Trung tâm nghiên cứu sức khỏe, dinh dưỡng và ánh sáng mặt trời ở San Francisco, Mỹ và Stephen Pilz thuộc Đại học Y khoa Graz, Áo, ánh sáng mặt trời hiếm hoi cùng với thói quen làm đêm của Mozart đã khiến cơ thể ông thiếu vitamin D.
Trong giả thuyết được đưa ra ở trên, các nhà nghiên cứu viết rằng ở vĩ độ của thủ đô Vienna, 48 độ bắc, nơi Mozart cư ngụ lúc sinh thời, "không thể tạo vitamin D từ ánh sáng cực tím B suốt 6 tháng trong năm". Họ cũng nói rằng Mozart sáng tác chủ yếu vào ban đêm. Rất có thể mức 25-hydroxyvitamin D trong máu quá thấp đã góp phần gây ra cái chết của ông. Khả năng này cũng có liên quan đến các bệnh truyền nhiễm như sốt, đau cổ họng và cảm lạnh mà Mozart đã bị từ năm 1762 - 1783, trong khoảng thời gian từ giữa tháng 10 đến giữa tháng 5.
Mozart bị ốm yếu trong nhiều năm liền. Việc thiếu hụt vitamin này có thể đã khiến ông dễ dàng mắc nhiều bệnh nhiễm trùng, đặc biệt là một vài tháng của mùa đông, các nhà nghiên cứu nhấn mạnh. Họ đưa ra giả thuyết rằng, ngày Mozart qua đời ở tuổi 35 (5.12.1791) là rơi vào giai đoạn 2-3 tháng mùa đông, khi các tia cực tím B ở mức thấp nhất.